# داء ترسب الأصبغة الدموية من النمط 3
داء ترسب الأصبغة الدموية من النمط الثالث هو نوع من اضطراب زيادة حمل الحديد المرتبط بنقص مستقبل الترانسفرين 2. ويعبر عن نمط وراثي جسدي متنحي. وُضع تشخيص أول حالة مؤكدة في عام 1865 من قبل الطبيب الفرنسي تروسو. في وقت لاحق في عام 1889، أشار الطبيب الألماني فون ريكلينغهاوزن إلى أن الكبد يحتوي على الحديد، وباعتبار النزيف هو السبب، أطلق على الصبغة اسم «ترسب الأصبغة الدموية». في عام 1935، راجع كتاب الطبيب الإنجليزي شيلدون الرائد، بعنوان ترسب الأصبغة الدموية، 311 من تقارير حالات المرضى وطرح فكرة أن ترسب الأصبغة الدموية هو اضطراب خلقي استقلابي. داء ترسب الأصبغة الدموية الوراثي هو اضطراب خلقي يؤثر على تنظيم استقلاب الحديد مما يؤدي إلى زيادة امتصاص الحديد في الأمعاء والتراكم التدريجي لرواسب الحديد المرضية في الكبد والأعضاء الداخلية الأخرى والمحفظة المفصلية والجلد. يمكن أن تؤدي زيادة حمل الحديد إلى مراضة خطيرة من سن 40-50 سنة. تشمل الأعراض الرئيسية في المراحل الأخيرة من المرض تشمع الكبد والسكري واصطباغ الجلد باللون البرونزي. هناك أربعة أنواع من داء ترسب الأصبغة الدموية الوراثي والتي تُصنف اعتمادًا على السن عند بداية المرض وعوامل أخرى مثل السبب الوراثي وطريقة الوراثة.

## الأعراض والعلامات
يمكن تشخيص داء ترسب الأصبغة الدموية من النمط 3 من خلال العديد من العلامات والأعراض في جميع أنحاء أجهزة الجسم. تشمل الأجهزة المتأثرة بداء ترسب الأصبغة الدموية من النمط 3 الهيكل العظمي، الغدد الصماء، القلب والأوعية الدموية، الجهاز العصبي، الجهاز البولي التناسلي والجهاز الغطائي. هناك أيضًا آثار مرتبطة بحالة الجهاز الدموي عند المريض ونتائج التحاليل المخبرية والكبد.
يمكن أن يكون داء ترسب الأصبغة الدموية من النمط 3 لا عرضيًا عند ما يصل إلى 75% من المرضى الذين يرثون المرض. عندما يكون المرض عرضي فتشتمل الأعراض على: التعب الشديد (75%)، العجز الجنسي (45%)، آلام المفاصل (44%)، تضخم الكبد (13%)، تصبغ الجلد والتهاب المفاصل. 
تُظهر الأمراض والحالات المحددة التالية ارتباطًا مع داء ترسب الأصبغة الدموية من النمط 3:
الأنظمة المتأثرة والأعراض المرافقة
| الجهاز                    | العرض أو المرض                                                      |
| الهيكلي                   | التهاب المفاصل                                                      |
| الدموي                    | فقر الدم قلة اللمفاويات قلة الخلايا المتعادلة فرفرية قليلة الصفيحات |
| البولي التناسلي (الذكري)  | عنانة تراجغ الشهوة الجنسية قصور الغدد التناسلية                     |
| البولي التناسلي (الأنثوي) | انقطاع الحيض                                                        |
| جهاز الغدد الصماء         | السكري                                                              |
| العصبي                    | الإعياء                                                             |
| البطن، الكبد              | تشمع، تليف                                                          |
| القلبي الوعائي            | اعتلال العضلة القلبية                                               |
| الغطائي                   | فرط التصبغ                                                          |
| الشذوذات المخبرية         | ارتفاع حديد المصل زيادة إشباع الترانسفرين ارتفاع ناقلات أمين الكبد  |

## المعالجة
قد يشتمل علاج داء ترسب الأصبغة الدموية من النمط 3 على فصادة الدم، العلاج باستخلاب الحديد، تعديلات على الحمية الغذائية وعلاج المضاعفات. يهدف العلاج إلى خفض مستويات الحديد إلى المستويات الطبيعية ومنع أو تأخير أذية الأعضاء من الحديد المفرط والمحافظة على الحديد ضمن المستويات الطبيعية مدى الحياة. تبدأ معظم الأساليب العلاجية بالفصد العلاجي الأسبوعي، وأحيانًا يكون العلاج مبدئيًا مرتين في الأسبوع إذا ارتفعت مستويات الحديد. عادة ما ينطوي الفصد الوقائي على العلاج كل 2-4 أشهر. قد يوصى بالعلاج باستخلاب الحديد للأشخاص الذين يعانون من مشاكل صحية أخرى أيضًا. قد تتضمن التوصيات الغذائية تجنب الكحول واللحوم الحمراء. لا ينصح الأشخاص المصابون بداء ترسب الأصبغة الدموية بتناول مكملات الحديد أو فيتامين سي.